# A labdarúgó-világbajnokságok kabalái
Minden labdarúgó-világbajnokságnak megvan a maga egyéni kabalafigurája. A trend 1966-ban, World Cup Willie-vel kezdődött, aki az egyik legelső, jelentős sporteseményhez köthető figura volt.
A kabalák általában a torna házigazdájának élővilágát illetve népviseleteit hivatottak szimbolizálni. A jellemzően antropomorf karakterekkel elsősorban a gyerekeket célozzák meg, képmásukkal ezért rajzfilmekben és különböző emléktárgyakon is találkozhatunk. 
| Világbajnokság                      | Kabala/Kabalák                             | Leírás |
| Anglia 1966                         | World Cup Willie                           | Egy oroszlán, az Egyesült Királyság jellemző szimbóluma. Mezén a brit zászló, és a WORLD CUP felirat látható. A figurát Reg Hoye szabadúszó gyerekkönyv-illusztrátor tervezte, Bill Titcombe pedig képregényt készített a szereplésével. |
| Mexikó 1970                         | Juanito                                    | A mexikói válogatott mezét, és egy MEXICO 70 feliratú sombrerót viselő fiú. Neve a spanyol nyelvterületen gyakori Juan név becézése. |
| Nyugat-Németország 1974             | Tip és Tap                                 | Két, NSZK-mezt viselő fiú. Egyikük felsőjén a WM (Weltmeisterschaft - világbajnokság) felirat szerepel, a másikén pedig a 74-es szám. |
| Argentína 1978                      | Gauchito                                   | Egy argentin mezt viselő fiú. Kalapja, nyakkendője és ostora is a gauchókat idézi. |
| Spanyolország 1982                  | Naranjito                                  | Egy, a spanyol válogatott mezét viselő narancs. Neve 'kis narancsot' jelent. |
| Mexikó 1986                         | Pique                                      | Egy bajuszos, sombrerót viselő jalapeño paprika. Neve a spanyol picante szóból ered, amely csípőset jelent. |
| Olaszország 1990                    | Ciao                                       | Egy pálcikaember, olasz nemzeti színeket idéző testtel, és futball-labda-fejjel. Neve egy gyakori olasz köszönés. |
| Egyesült Államok 1994               | Striker                                    | Egy amerikai nemzeti színű, USA 94 feliratú pólót viselő kutya. Neve angolul csatárt jelent. |
| Franciaország 1998                  | Footix                                     | Egy kakas, Franciaország nemzeti állata. Teste a válogatott mezéhez hasonló színű, mellkasán a FRANCE 98 felirat olvasható. Neve a football szóból és a galloknál gyakori -ix szóvégződésből származik. A Raffy, Houpi és Gallik nevek is felmerültek opcióként. További érdekesség, hogy a szintén franciaországi, 2019-es női labdarúgó-világbajnokság kabaláját, az Ettie névre keresztelt csibét Footix lányaként mutatták be. |
| Dél-Korea/Japán 2002                | Ato, Kaz & Nik (The Spheriks)              | Egy narancssárga, egy lila és egy kék futurisztikus, számítógéppel animált lény, akik egy atmosball (fiktív, futballszerű sport) csapat tagjai: Ato az edző, míg Kaz és Nik játékosok. A figurák neveit az internetezők, illetve a rendező országok egyes McDonald’s-ainak látogatói szavazták meg. |
| Németország 2006                    | Goleo VI & Pille                           | Egy 06 feliratú, német mezt viselő oroszlán, kezében a Pille nevű labdával. A Goleo név a goal és a leo (oroszlán latinul) szavakból származik, míg a Pille egy német kifejezés a labdára. |
| Dél-Afrika 2010                     | Zakumi                                     | Egy zöld hajú, South Africa 2010 feliratú pólót viselő leopárd. Sárga és zöld színe Dél-Afrika nemzeti sportcsapataira utal. Neve a ZA (az ország nevének gyakori rövidítése) és a kumi (a tízes szám több afrikai nyelven) szavakból származik. |
| Brazília 2014                       | Fuleco                                     | Egy háromöves tatu, Brasil 2014 feliratú fehér pólóban. A brazil háromöves tatu egy veszélyeztetett faj, amely csak Brazíliában található meg, kiválasztásával pedig az ország biodiverzitására kívánták felhívni a figyelmet. Neve a futebol (futball portugálul) és az ecologia (ökológia portugálul) szavak összetételéből keletkezett.                                                                                         |
| Oroszország 2018                    | Zabivaka                                   | Egy, az orosz válogatott színeit viselő farkas, amelyet internetes szavazás keretein belül választottak ki. Neve oroszul gólszerzőt jelent. |
| Katar 2022                          | La'eeb                                     | Egy fehér, lebegő fejkendő (keffiyeh) szemekkel, szemöldökkel és szájjal. Neve arabul szuper-tehetséges játékost jelent. |
| Kanada/Mexikó/Egyesült Államok 2026 | TBD/Három kabalafigurát kell megerősíteni. | Leírás megerősítésre vár. |